# Торпедоносец

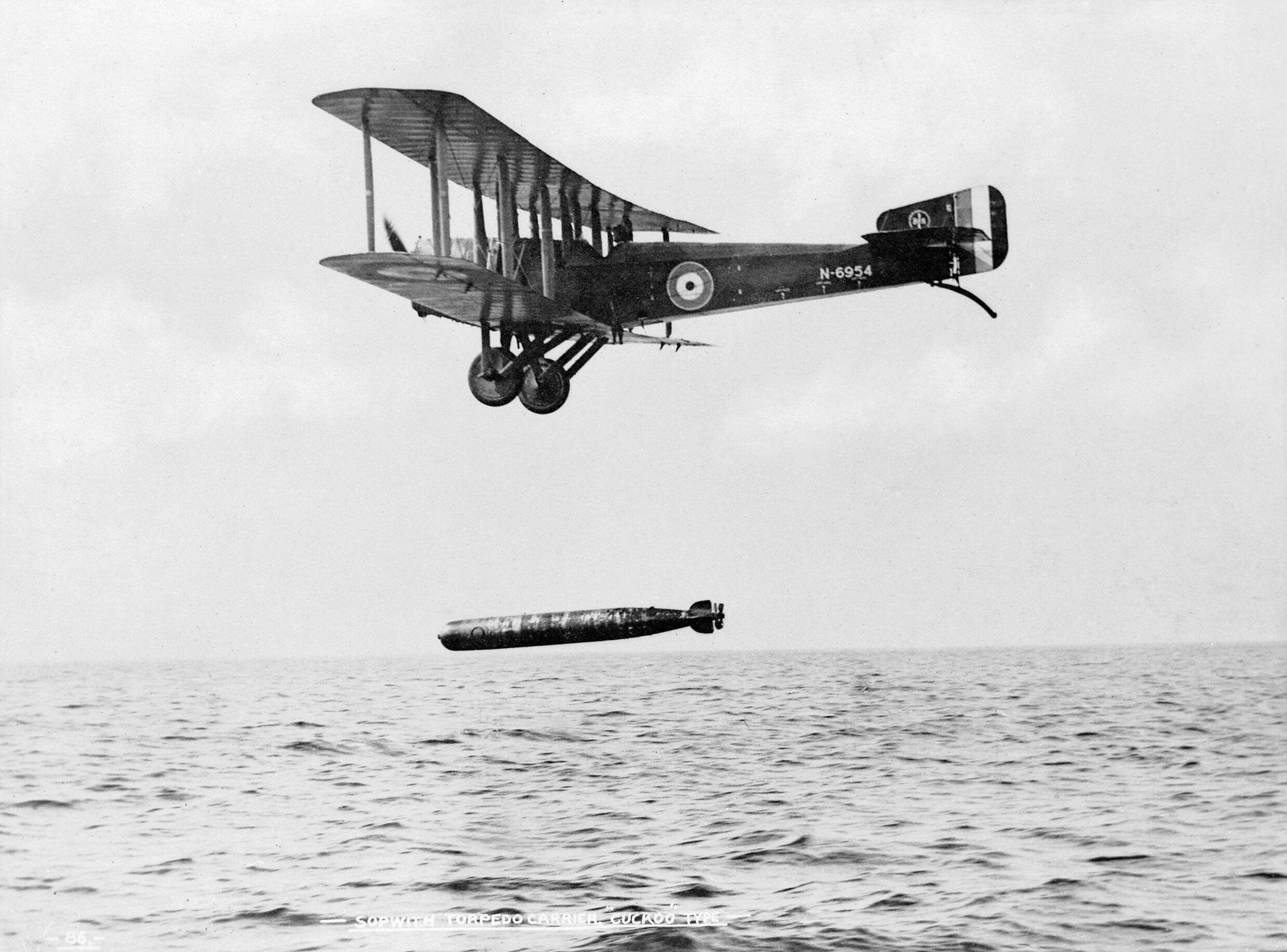
Один из первых торпедоносцев, самолёт Sopwith Cuckoo.

Торпедоносец — тип самолёта, предназначенного для поражения торпедами боевых кораблей в море и на базах, транспорта на морских коммуникациях, а также для постановки минных заграждений, обеспечения высадки морского десанта, содействия сухопутным войскам, действовавшим на приморских направлениях.
Появились в составе ВМФ некоторых государств в годы Первой мировой войны.
Самолёты-торпедоносцы производят прицельное торпедометание, сбрасывание авиационных бомб и мин. Применение торпед и мин позволяет воздействовать на менее защищённую подводную часть корабля.

## Самолёты-торпедоносцы
- ГАСН
- Fairey Swordfish
- Grumman TBF Avenger
- Nakajima B5N
- Mitsubishi G4M
- Heinkel He 111
- Junkers Ju 88
- Savoia-Marchetti SM.79 Sparviero
- АНТ-41 (Т-1) (торпедоносец на базе СБ)
- Ту-2Т (торпедная модификация Ту-2)
- ДБ-3Ф (Ил-4Т), ДБ-3ТП
- Ту-14
- Ил-28Т
- Ту-16Т
- Ил-2Т (не обнаружено документальных данных о заводском производстве, но есть отдельные упоминания в иных источниках. Вероятно, создавался из базовых моделей инициативно на местах)

## Боевое применение
Первая мировая война
Летом 1915 года английский пилот лейтенант Артур Лонгмор успешно сбросил с гидросамолёта 356-мм торпеду. Опыт был использован при создании торпедоносца Шорт-184. 12 августа 1915 года этот самолёт лейтенанта Г. К. Эдмонса с гидроавиатранспорта «Бен-Май-Шри» впервые атаковал и потопил реальную цель — турецкий транспорт в заливе Ксерос. Следующая победа была достигнута 17 августа.

### Вторая мировая война
Основным тактическим приёмом было низковысотное торпедометание, когда самолёт снижался до высот 30-100 м и сбрасывал торпеду с дистанции в несколько сотен метров или больше. Кроме низковысотного торпедометания, применялось также использование парашютируемых торпед.
Торпедометание с больших дистанций не практиковалось из-за низкой точности наведения. Необходимость подходить к атакуемому кораблю на расстояние менее километра на бреющем полёте и при этом выдерживать более-менее постоянный курс делала торпедоносцы очень уязвимыми для огня противовоздушной артиллерии. Считается, что потери среди торпедоносцев в Великой Отечественной войне были самыми высокими по ВВС РККА (называется цифра в 4 боевых вылета на самолёт, против 11 у штурмовиков, 48 у бомбардировщиков и 62 у истребителей). Экипажи морских ДБ-3Ф и А-20 иногда называли смертниками. Само по себе это утверждение не является верным, потери личного состава вызваны были в основном плохой приспособленностью используемых самолётов для торпедных атак и уровнем подготовки экипажей.
Немецкий Focke-Wulf 190 в версии торпедоносца оснащался специальным прицелом TSA 2A (Tiefsturzanlage 2А) и был предназначен для прицельного сброса авиационных бомботорпед ВТ (Bombentorpedo), которыми можно было атаковать с больших высот и под более острым углом пикирования, чем обычными авиаторпедами LT (Lufttorpedo).
После Второй мировой войны низковысотное торпедометание уступило место высотному торпедометанию, а затем и вовсе сошло на нет с развитием ракетной техники и появлением противокорабельных ракет. Реактивными торпедоносцами были Ил-28Т, Ту-14Т и Ту-16Т.

### Современность
В настоящее время в Морской авиации применяются торпеды и ракеты (ракето-торпеды) с самолётов и вертолётов противолодочной авиации.
Противолодочная ракета АПР-2 — снаряжена БЧ повышенной мощности, после приводнения ракета «планирует» под водой по спирали с углом −17 градусов до глубины 150 метров, осуществляя поиск цели в пассивном режиме (система самонаведения ракеты — гидроакустическая). Если цель не обнаружена, то запускается двигатель ракеты и продолжается поиск цели в активном режиме, причём система обнаружения и пеленгования нормально работает при запущенном двигателе. Ракета может применяться с любых типов летательных аппаратов противолодочной авиации.

## В произведениях искусства
- х/ф «Бомбардировщики-торпедоносцы, в бой!» (яп. 雷撃隊出動) — 1944, Япония
- х/ф «Торпедоносцы» — 1983, СССР